# Panhypopituitarisme
 Mise en garde médicale
Le panhypopituitarisme est une insuffisance de l'ensemble des glandes périphériques sous contrôle de l'hypophyse et des métabolismes correspondants.
Les causes peuvent être une nécrose hypophysaire, une rupture de la tige pituitaire ou bien une tumeur. Cette insuffisance peut être globale ou concerner préférentiellement quelques hormones produites par l'hypophyse. On parle alors plutôt d'hypopituitarisme dans ce cas.

## Rappel physiologique
L'hypophyse est une glande divisée en anté-hypophyse et en post-hypophyse. L'anté-hypophyse est responsable de la sécrétion de l'hormone adrénocorticotrope (ACTH), l'hormone de croissance (GH), l'hormone lutéinisante (LH), la prolactine, la thyréostimuline (TSH). La post-hypophyse est responsable du stockage et de la libération de vasopressine et d'ocytocine qui sont sécrétées par l'hypothalamus.

## Épidémiologie
Il s'agit d'une maladie rare, avec une incidence de quelques cas par 10 000 personnes, en augmentation cependant.

## Causes
Les causes les plus fréquentes sont l'adénome hypophysaire ou les conséquences d'un traitement sur l'hypophyse. L'adénome peut se compliquer d'une hémorragie hypophysaire conduisant à une apoplexie de l'organe.
Il peut être également d'origine traumatique qu'il soit isolé ou répété comme lors de la pratique de la boxe.
Une rupture de tige hypothalamo-hypophysaire (Syndrome d’Interruption de la Tige Pituitaire ou Syndrome d’Interruption de la Tige Hypophysaire) génère un panhypopituitarisme congénital/non-acquis (c’est-à-dire se manifestant dès la naissance), à vie.
Le syndrome de Sheehan est rare, consistant en une nécrose de l'hypophyse secondaire à une hémorragie du post partum. D'autres maladies peuvent atteindre l'hypophyse, dont la sarcoïdose, la tuberculose, l'histiocytose X, l'hémochromatose.
L'hypophyse peut être le lieu d'une inflammation, parfois iatrogène (complication d'un traitement par l'ipilimumab).
L'hypopituitarisme peut être avec des facteurs génétiques.

## Description
La présentation dépend de la cause, de son caractère aigu ou chronique et des hormones atteintes.
Cette pathologie rare provoque de graves troubles hormonaux, qui se manifestent en général par un retard de croissance et/ou de puberté. Parfois même peuvent apparaître des retards intellectuels.
Les personnes porteuses de panhypopituitarisme peuvent aussi éprouver une certaine lenteur d’action (accentuée en cas de fatigue chronique), des difficultés d’adaptation à toute sorte de stress, ainsi que des problèmes de mémorisation et de concentration.

## Diagnostic
L'hypopituitarisme est diagnostiquée par la baisse du taux d'une ou plusieurs hormones, soit de base, soit après un test de stimulation de sécrétion de ces hormones.

## Traitement
Un traitement médical substitutif à vie sera proposé aux patients panhypopituitaires par un endocrinologue. Il est généralement composé d'Hydrocortisone, de Lévothyroxine et d'Hormone de croissance de synthèse ou somatotropine. Lors de la puberté, une injection intramusculaire à base de testostérone est mise en place. Par la suite, d'autres traitements peuvent être proposés si le patient a un désir de maternité ou de paternité. La probabilité qu'une personne atteinte d'un panhypopituitarisme soit stérile est importante.

## Associations et Filière Maladies Rares
En France, l'association GRANDIR s'est spécialisée dans l'accompagnement de ces pathologies.
L’Association Surrénales peut aussi être utile concernant la gestion de l’insuffisance surrénale provoquée par le déficit en hormone adrénocorticotrope.
La Filière Maladies Rares Endocriniennes FIRENDO est encore un autre pôle ressource.

## Culture populaire
Le scénario du film Esther (Orphan) réalisé par Jaume Collet-Serra en 2009, repose entièrement sur un personnage atteint de panhypopituitarisme. En 2014, dans la série française Profilage, le scénario de l'épisode Poupée russe (saison 5, épisode 2) est également basé sur le thème d'une maladie similaire.